# Freeport, Illinois

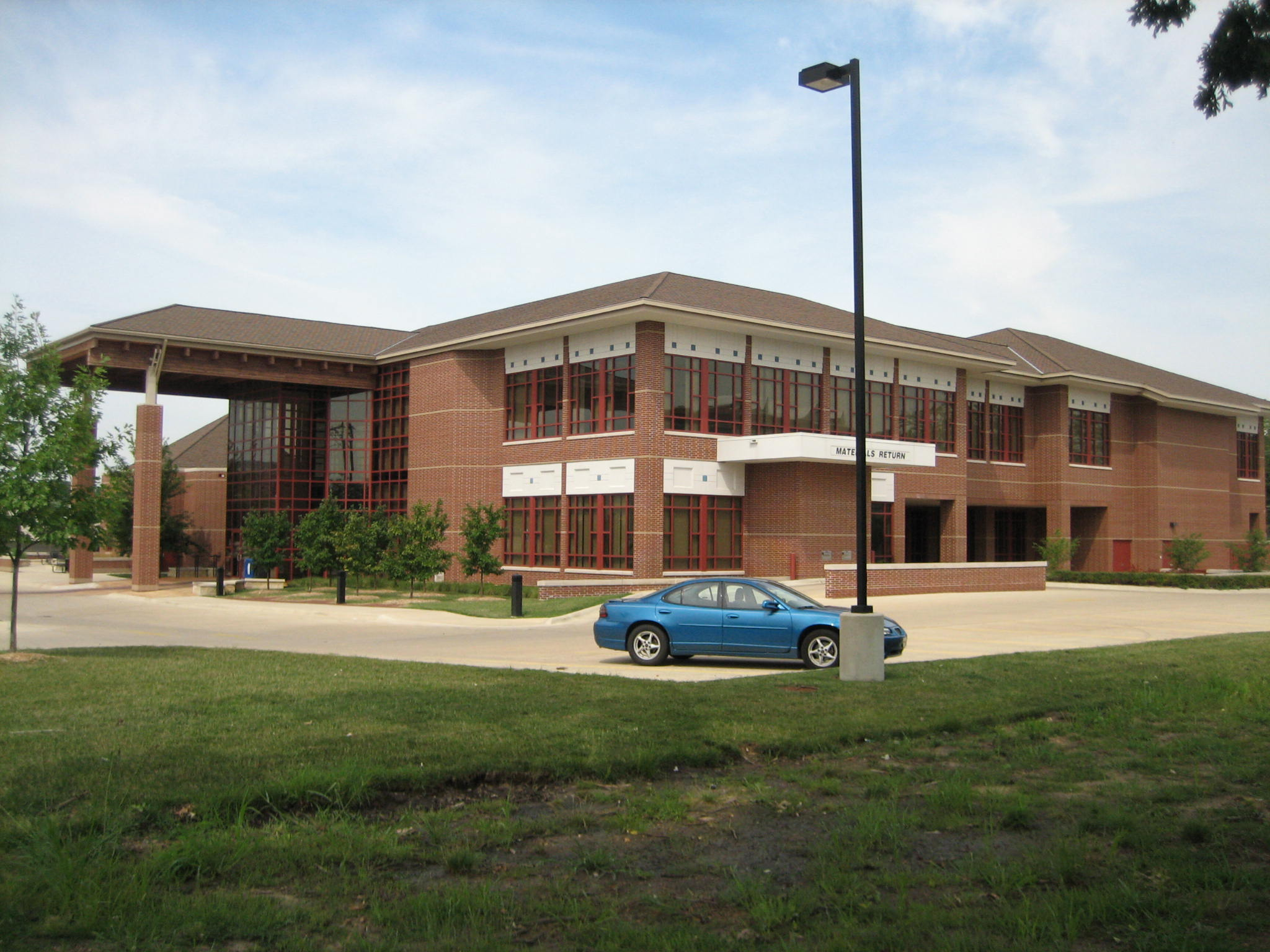
Thư viện công cộng ở Freeport.

Freeport là một thành phố ở quận lỵ quận Stephenson, tiểu bang Illinois, Hoa Kỳ. Thành phố này thuộc quận. Thành phố có diện tích km2, dân số là 25.638 người (thời điểm năm 2010). Nguyên gọi là "'Winneshiek", khu tự quản lúc được hợp nhất lấy tên gọi khi nó được thành lập được đổi tên theo "Cảng tự do" trên sông Pecatonica.
Năm 1837, quận Stephenson được thành lập và năm 1838, Freeport đã trở thành quận lỵ. Được kết nối bằng xe ngựa chạy theo tuyến với Chicago, cộng đồng phát triển nhanh chóng. Năm 1840, một tòa nhà tòa án được xây dựng và trường học đầu tiên được thành lập. Trong vòng hai năm, Freeport có hai tờ báo và vào năm 1853, có thêm một tờ báo bằng tiếng Đức. Đến lúc đó, cộng đồng có dân số là 2.000 người.